# Jorge Francisco Sáenz Carbonell
Jorge Francisco Sáenz Carbonell (San José, 22 de junio de 1960) es un abogado, profesor e investigador costarricense. Se ha dedicado al estudio de la historia del derecho, la cultura y la literatura.

## Biografía
Formación académica y trayectoria profesional
Sáenz Carbonell obtuvo su licenciatura en Derecho en la Universidad de Costa Rica en 1984. Posteriormente cursó un doctorado en Educación en la Universidad de La Salle. Ha tenido una extensa trayectoria como catedrático en la Universidad de Costa Rica, donde se desempeña en la Facultad de Derechocomo profesor de Historia del Derecho y Derecho Romano, y en el Sistema de Estudios de Posgrado de la misma universidad como profesor de Historia de las Relaciones Internacionales de Costa Rica y otras materias.
Membresías académicas y reconocimientos
La labor académica y de investigación de Sáenz Carbonell le ha valido la membresía en diversas instituciones. Es miembro de la Academia Costarricense de la Lengua, ocupando la Silla T, desde el año 2000. Asimismo, es correspondiente de la Real Academia Española desde 2007. Además, es miembro de número de la Academia Costarricense de Ciencias Genealógicas desde 1978 y miembro de la Academia de Geografía e Historia de Costa Rica desde 2019.
Publicaciones destacadas
Sáenz Carbonell ha realizado numerosas publicaciones en las áreas de Historia del Derecho e Historia de Costa Rica. En el ámbito jurídico, entre sus obras más destacadas se encuentran "Elementos de Historia del Derecho" (1998) y "Los sistemas normativos en la historia de Costa Rica" (2004). Su libro "El despertar constitucional en Costa Rica" (1986) fue galardonado con el Premio Cleto González Víquez de la Academia de Geografía e Historia de Costa Rica. Es autor además del texto Elementos de Derecho Internacional Privado y de una Historia del Derecho Hondureño en dos tomos, y coautor con Nicholas von Morgenland de Medio siglo de abogados (1821-1871), estudio sobre los estudios de Derecho y la profesión forense en los primeros cincuenta años de vida independiente de Costa Rica (2024). 
Trabajo biográfico
Recibió el Premio Antonio Machado del Instituto Costarricense de Cultura Hispánica en 1996 por una biografía de Joaquín de Oreamuno y Muñoz de la Trinidad. Su biografía del poeta ruso Vladímir Paléi (2016) ha sido traducida al ruso y al inglés, lo que demuestra el alcance internacional de su trabajo. Además ha escrito biografías de destacadas personalidades de la historia costarricense, incluyendo gobernantes como Francisco María Oreamuno Bonilla, José Rodríguez Zeledón, Manuel Aguilar Chacón, José María Alfaro Zamora, Nicolás Carrillo y Aguirre y Pedro José de Alvarado y Baeza.
Sáenz Carbonell también ha dedicado su pluma a retratar la vida de varios cancilleres de Costa Rica, como Fernando Lara Bustamante, Ricardo Fernández Guardia y Agapito Jiménez Zamora (2012). Además, ha escrito biografías del primer abogado costarricense y último tratadista del Derecho Indiano, José María Zamora y Coronado, así como del monarca indígena Garabito (2015), del gobernador español de Costa Rica Juan Francisco Sáenz Vázquez de Quintanilla, del diplomático Mariano Montealegre Bustamante y del escritor y periodista Luis Barrantes Molina (2024).
En coautoría, ha publicado biografías de presidentes costarricenses como Cleto González Víquez, Saturnino Lizano Gutiérrez, Juan Bautista Quirós Segura  y Francisco Aguilar Barquero, así como del diplomático Manuel María de Peralta y Alfaro y de los cancilleres Juan Rafael Mata Lafuente y Manuel Vicente Jiménez Oreamuno.
Estudios sobre libros de caballerías españoles
Además de su trabajo en Historia del Derecho y biografías, Sáenz Carbonell ha realizado diversas investigaciones sobre libros de caballerías españoles. Ha publicado "Lidamor de Escocia. Guía de lectura" (Madrid, 1999), así como artículos en revistas académicas sobre obras como "El Caballero de la Fortuna" (sobre Claribalte) en la Revista Estudios de la Universidad de Costa Rica en 2009, "De Rolandín el músico al Caballero de los espejos: Cervantes y el segundo Lisuarte de Grecia" en la Revista Lemir de la Universitat de Valéncia en 2008, "Entre la traducción y el plagio: El segundo Lisuarte de Grecia y Don Flores de Grecia" en la Revista Lemir de la Universitat de Valéncia en 2011, "Esferamundi de Grecia. Primera Parte. Traducción al español de los capítulos I y II" en Historias fingidas de la Università di Verona en 2014 y "El fin de los ciclos de Amadís de Gaula: las continuaciones francesas de Esferamundi de Grecia" en Historias fingidas de la Università di Verona en 2019.
- Datos: Q5935099